# Thierry Rupert
Pour les articles homonymes, voir Rupert.
Thierry Rupert est un joueur français de basket-ball né le 23 mai 1977 à Gonesse (Val-d'Oise) et mort le 10 février 2013 au Mans (Sarthe).
Réputé bon contreur et intérieur athlétique, Thierry Rupert a effectué l'essentiel de sa carrière professionnelle (17 saisons) au sein de la Ligue nationale de Basket (LNB) en France. Il inscrit à son palmarès un triplé historique avec le Limoges Cercle Saint-Pierre en 2000 en remportant le championnat de France et la Coupe de France au niveau national ainsi que la Coupe Korać sur la scène européenne.
Thierry Rupert est distingué en 2003 en étant sélectionné au All-Star Game LNB. Il est aussi reconnu comme étant l'un des favoris du public dans chaque club où il a évolué.
En mai 2012, il est victime d'un malaise respiratoire lors d'un entraînement qui l'oblige à être hospitalisé. Les examens révèlent un problème cardiaque nécessitant une greffe du cœur et Thierry Rupert est plongé dans le coma à partir du 9 juillet 2012. Il meurt le 10 février 2013 à l'hôpital du Mans. Son corps est inhumé depuis le 12 février 2013 au carré musulman du cimetière de l'ouest au Mans.
Sa fille Iliana a fait partie de l'équipe de France cadettes de basket-ball championne d'Europe en 2017. Elle est élue MVP du tournoi. Son fils, Rayan, né en 2004, est aussi joueur professionnel de basket-ball.

## Biographie

### Naissance et jeunesse
Thierry Rupert naît le 23 mai 1977 à Gonesse dans le Val-d'Oise et effectue ses premières joutes de basket-ball avec les équipes « jeunes » de Poissy-Chatou dans les Yvelines avant de rejoindre le centre de formation du club.
Il fait sa première apparition avec l'équipe professionnelle lors de la saison 1994-1995 de Pro B à l'âge de dix-sept ans et intègre régulièrement celle-ci entre 1995 et 1997. Il cumule 90 points, 66 rebonds et 21 contres en 25 matchs lors de sa première saison (1995-1996) puis 234 points, 190 rebonds et 30 contres en 30 rencontres lors de la saison suivante (1996-1997).

### Ses débuts en Pro A
Affichant des statistiques solides en Pro B, il signe pour la Pro A et l'Olympique d'Antibes lors de la saison 1997-1998. Il inscrit alors 262 points, 139 rebonds et 27 contres en 30 matchs. Malgré un bilan d'équipe médiocre de 12 victoires et 18 défaites sans qualification pour les play-offs, ses performances lui valent d'intégrer les Bleuets et de jouer le championnat d'Europe Espoir 1998 en Italie où l'équipe se classe cinquième. Il inscrit 36 points et capte 31 rebonds en huit rencontres lors de ce tournoi. Thierry Rupert est moins utilisé en club la saison suivante et ses statistiques diminuent d'autant avec seulement 121 points, 72 rebonds et 14 contres marqués en 28 rencontres au sein d'une équipe qui affiche un bilan positif de 16 victoires pour 14 défaites mais qui manque encore les play-offs.
Il rejoint le Limoges CSP lors de la saison 1999-2000 et signe avec cette équipe un triplé historique en remportant le championnat, la Coupe de France et la Coupe Korać. Il joue un rôle de complément au sein de l'équipe avec des statistiques modestes, cumulant 84 points, 91 rebonds et 35 contres en 30 rencontres de championnat et 51 points, 44 rebonds et 7 contres en 14 matchs au niveau européen.

### Maturité et équipe de France
En 2000, Thierry Rupert est signé pour trois ans par le Paris Basket Racing (PBR) qui est qualifié pour les joutes européennes et où il rejoint le jeune Tony Parker. Sa première saison à Paris reste mitigée avec seulement 134 points, 135 rebonds et 47 contres en 29 rencontres de championnat et 59 points, 46 rebonds et 19 contres en 9 matchs de Coupe Saporta. Il termine meilleur contreur de la compétition. Le PBR se qualifie pour les play-offs du championnat avec un bilan de 17 victoires pour 13 défaites mais est éliminé en quart-de-finale par l'ASVEL Lyon-Villeurbanne en deux matchs. Il connaît aussi sa première sélection en équipe de France sous les ordres d'Alain Weisz le 23 janvier 2001 face à l'Allemagne. Il contribue aux matches de préparation (35 points en sept matches) pour l'EuroBasket 2001 mais n'est pas retenu dans le groupe allant en Turquie en septembre 2001 et qui termine sixième de la compétition.
Pour sa deuxième saison au PBR, Thierry Rupert joue un rôle plus important au sein du club, améliorant significativement ses performances avec l'équipe. Il enregistre ainsi 324 points et 181 rebonds en 29 matchs de championnat et 81 points, 38 rebonds et 13 contres en 7 rencontres de Coupe Korać. Malgré un bilan positif (16 victoires et 14 défaites), le Paris Basket Racing ne se qualifie pas pour les play-offs. Il est à nouveau retenu avec les Bleus lors de la campagne de qualification de novembre 2001 pour l'EuroBasket 2003, inscrivant 12 points en trois matches.
La troisième saison à Paris, il confirme ses bonnes dispositions et inscrit 353 points, 181 rebonds et 49 contres en 30 rencontres de championnat, qualifiant le PBR pour les play-offs. Le Paris Basket Racing s'incline à nouveau en quart-de-finale face à l'ASVEL, tenant du titre, en trois manches. Il contribue toujours aux efforts de l'équipe de France en 2003 et participe à l'EuroBasket 2003 en Suède, inscrivant 3 points en quatre apparitions lors du tournoi. L'équipe termine quatrième de la compétition et manque sa qualification pour les Jeux olympiques de 2004.
Pour la saison 2003-2004, Thierry Rupert rejoint le Strasbourg IG. Il continue à afficher de bonnes performances avec 313 points, 165 rebonds et surtout 68 contres en 30 rencontres de championnat. Il est à nouveau retenu en équipe de France, aussi bien en matchs de préparation qu'en campagne de qualification (deux matches) pour l'EuroBasket 2005, mais il n'est pas retenu par le nouveau sélectionneur Claude Bergeaud pour les compétitions suivantes et dispute son dernier match sous le maillot tricolore le 11 septembre 2004 face à la République tchèque. Il est aussi retenu pour le All-Star Game LNB 2003.

### Le niveau «Coupe d'Europe»
Lors de la saison 2004-2005, Thierry Rupert signe pour l'Élan béarnais, champion de France en titre et qualifié d'office pour les trois prochaines saisons d'Euroligue. Il évolue quatre ans à Pau-Orthez.
Sa première saison est marquée par une blessure, mais il parvient à afficher des statistiques dans la continuité de sa saison à Strasbourg avec 200 points et 99 rebonds en vingt rencontres de Pro A et 130 points et 77 rebonds en 14 matches d'Euroligue. Cependant, Pau-Orthez ne termine que sixième de la saison régulière du championnat, et est battu dès les quarts-de-finale par Strasbourg, futur champion de France et précédent club de Thierry Rupert. En Euroligue, le bilan est encore plus médiocre avec une élimination dès le premier tour (trois victoires pour 11 défaites) et la dernière place du groupe C.
La deuxième saison voit le club des Pyrénées-Atlantiques jouer à un niveau plus proche de celui attendu en finissant premier de la saison régulière. Cependant le club est éliminé en demi-finales des Play-offs par Le Mans, futur champion de France. L'Élan béarnais ne passe pas le premier tour de l'Euroligue en terminant sixième du groupe C lors du premier tour de l'épreuve. Les moyennes statistiques de Thierry Rupert sont en baisse avec 272 points marqués et 164 rebonds pris en 40 rencontres de championnat tandis qu'il n'inscrit que 89 points et 56 rebonds en 14 matches d'Euroligue disputés.
La troisième saison, Thierry Rupert débute la plupart des matches disputés sur le banc et ses statistiques s'ensuivent. Il n'inscrit ainsi que 101 points et 71 rebonds en 26 rencontres de championnat et 24 points et 23 rebonds en 14 rencontres d'Euroligue. Pau-Orthez se qualifie pour le deuxième tour de l'Euroligue (7 victoires et 7 défaites au premier tour, 1 victoire et 5 défaites au deuxième) mais termine neuvième du championnat et ne se qualifie pas pour les Play-offs pour la première fois depuis les débuts de la ligue professionnelle. Le club sauve toutefois l'honneur en remportant l'édition 2006-2007 du Trophée Robert Busnel.
La quatrième et dernière saison de Thierry Rupert à Pau-Orthez reste difficile aussi bien sur le plan individuel qu'au niveau de l'équipe. Celle-ci ne termine que onzième de Pro A et ne se qualifie pas pour les Play-offs. Le club ne met pas non plus à profit son invitation en Coupe ULEB, deuxième compétition européenne avec un bilan de seulement deux victoires pour huit défaites et la dernière place du groupe H au premier tour. Les statistiques du joueur sont elles aussi en demi-teinte avec 132 points marqués et 94 rebonds pris en 29 matches de championnat et 84 points et 45 rebonds en 10 matches européens.
Quittant un club en difficulté et non qualifié en coupe d'Europe, Thierry Rupert se relance en Bourgogne au sein d'un autre Élan, chalonnais celui-ci. Le club termine septième de la saison régulière et est éliminé en quart de finale des Play-offs par Orléans, finaliste de l'épreuve. Thierry Rupert inscrit 215 points et capte 137 rebonds en 31 rencontres disputées.
La saison suivante, il est recruté par le club du Mans pour tenir un rôle de rotation à partir du banc sur le plan national et européen. Il aide ainsi le club de la Sarthe à atteindre la finale du championnat de France et le Last 16 d'EuroCoupe lors de sa première saison mancelle. Il inscrit ainsi 130 points et 96 rebonds en 36 rencontres de Pro A et 55 points et 40 rebonds en 12 rencontres d'EuroCoupe.
La saison 2010-2011 est dans le même esprit, mais les résultats ne suivent pas avec seulement une huitième place en championnat et une élimination dès les quarts-de-finale de Play-offs par Cholet et un bilan modeste en EuroCoupe avec une élimination lors du Last 16. Thierry Rupert affiche des statistiques stables avec 115 points et 79 rebonds en 30 rencontres de Pro A et 72 points et 37 rebonds en 12 matches européens.

### Les dernières années
En septembre 2011 et âgé de 34 ans, il s'engage avec Rouen en Pro B. Il n'y reste que trois mois, le temps d'inscrire 107 points et de prendre 60 rebonds en 13 rencontres de championnat. Le 19 décembre 2011, il rejoint la JDA Dijon, nouvellement promu et en lice pour la qualification pour les Play-offs. En 18 rencontres, il affiche 61 points inscrits et 45 rebonds.
Thierry Rupert dispute son dernier match officiel le 4 mai 2012 à Dijon face au Cholet Basket. Le 15 mai, il est victime d'un malaise respiratoire qui lui fait manquer la dernière journée de la saison régulière. Les examens médicaux pratiqués alors détectent des problèmes cardiaques qui l'obligent à prendre sa retraite sportive. Son état, nécessitant une transplantation cardiaque d'urgence, devient critique et Thierry Rupert est plongé dans un coma artificiel à partir du 9 juillet 2012. Il meurt le 10 février 2013 et son corps est inhumé le 12 février 2013 au carré musulman du cimetière de l'ouest au Mans. De nombreux témoignages sont laissés pour lui rendre hommage.
Une allée à Poissy, dans la ville qui l'a formée, porte son nom depuis 2015.

## Clubs successifs
- 1994-1997 :  Poissy-Chatou (Pro B)
- 1997-1999 :  Olympique d'Antibes (Pro A)
- 1999-2000 :  CSP Limoges (Pro A)
- 2000-2003 :  Paris BR (Pro A)
- 2003-2004 :  Strasbourg IG (Pro A)
- 2004-2008 :  EB Pau-Orthez (Pro A)
- 2008-2009 :  ES Chalon-sur-Saône (Pro A)
- 2009-2011 :  Le Mans Sarthe Basket (Pro A)
- 2011[17]000 :  SPO Rouen Basket (Pro B)
- 2011-2012 :  JDA Dijon (Pro A)

## Carrière en équipe de France
Thierry Rupert est « international » et a joué à 35 reprises avec l'équipe de France de basket-ball. Il a notamment participé aux matches de préparation de l'EuroBasket 2001, au Championnat d'Europe 2003 et en partie à la campagne de qualification de l'EuroBasket 2005. Il inscrit un total de 134 points avec un maximum de 16 points lors d'un match amical face à la Suède le 23 août 2003.
Il a aussi joué avec les « Bleuets » au Championnat d'Europe « Espoir » de 1998.

## Palmarès
- Vainqueur de la Coupe Korać : 2000
- Vainqueur du championnat de France : 2000
- Vainqueur de la Coupe de France : 2000, 2007

Il reçoit également des distinctions à titre individuel :
- Sélectionné au All-Star Game LNB 2003 (Paris-Bercy)
- Élu meilleur défenseur de Pro A en 2004

## Statistiques

### En ligue nationale
| Saison    | Équipe                      | Matches | Titul. | Min./m. | %tir | %3pts | %l-f | rbds/m. | pass/m. | int/m. | ctr/m. | bp/m. | fte/m. | pts/m. | éval/m. |
| --------- | --------------------------- | ------- | ------ | ------- | ---- | ----- | ---- | ------- | ------- | ------ | ------ | ----- | ------ | ------ | ------- |
| 1994-1995 | Poissy-Chatou (Pro B)       | 1       | 0      | 1       | -    | -     | -    | -       | -       | -      | -      | -     | -      | -      | -       |
| 1995-1996 | Poissy-Chatou (Pro B)       | 25      | -      | 14      | 36,0 | 100,0 | 69,4 | 2,6     | 0,5     | 0,6    | 0,8    | 0,9   | -      | 3,6    | -       |
| 1996-1997 | Poissy-Chatou (Pro B)       | 30      | -      | 24      | 54,5 | 0,00  | 61,5 | 7,6     | 0,9     | 0,6    | 1,0    | 2,2   | -      | 7,8    | -       |
| 1997-1998 | Olympique d'Antibes (Pro A) | 30      | -      | 23      | 54,6 | 0     | 55,1 | 4,6     | 0,6     | 0,5    | 0,9    | 1,8   | -      | 8,7    | -       |
| 1998-1999 | Olympique d'Antibes (Pro A) | 28      | -      | 14,3    | 48,5 | 0     | 65,7 | 2,6     | 0,3     | 0,5    | 0,5    | 0,9   | -      | 4,3    | -       |
| 1999-2000 | CSP Limoges (Pro A)         | 30      | -      | 12      | 46,8 | -     | 66,7 | 3,0     | -       | -      | 1,2    | 1,3   | -      | 2,8    | -       |
| 2000-2001 | Paris BR (Pro A)            | 29      | -      | 21,3    | 45,9 | -     | 53,6 | 4,7     | 0,7     | 0,7    | 1,7    | 1,1   | 3,3    | 4,6    | -       |
| 2001-2002 | Paris BR (Pro A)            | 29      | -      | 27,5    | 50   | 33    | 65   | 6,2     | 1,3     | 0,8    | 1,2    | 2,1   | 3,1    | 11,2   | -       |
| 2002-2003 | Paris BR (Pro A)            | 30      | 30     | 29      | 53,3 | -     | 75,2 | 6       | 1,2     | 0,8    | 1,6    | 2,1   | 3,3    | 11,8   | 14,5    |
| 2003-2004 | Strasbourg IG (Pro A)       | 30      | 11     | 25      | 57   | -     | 74   | 5,5     | 1,1     | 0,9    | 2,3    | 2,0   | 3,3    | 10,4   | 14,2    |
| 2004-2005 | EB Pau-Orthez (Pro A)       | 30      | 15     | 23,8    | 60   | 33    | 75   | 5       | 0,8     | 0,7    | 0,9    | 1,4   | 2,5    | 10,0   | 12,7    |
| 2005-2006 | EB Pau-Orthez (Pro A)       | 34      | 16     | 20,6    | 52   | 0     | 71   | 4,5     | 0,4     | 0,5    | 0,6    | 1,2   | 2,1    | 7,2    | 8,9     |
| 2006-2007 | EB Pau-Orthez (Pro A)       | 26      | 6      | 13,4    | 44   | -     | 85   | 2,8     | 0,3     | 0,3    | 0,3    | 0,5   | 2,1    | 3,9    | 5,2     |
| 2007-2008 | EB Pau-Orthez (Pro A)       | 29      | 8      | 14,8    | 48   | 40    | 55   | 3,2     | 0,5     | 0,3    | 0,7    | 0,7   | 1,4    | 4,6    | 6,1     |
| 2008-2009 | Chalon-sur-Saône (Pro A)    | 30      | 9      | 21,1    | 49,2 | 0,0   | 73,3 | 4,4     | 0,9     | 0,6    | 1,2    | 1,1   | 2,3    | 7,5    | 10,1    |
| 2009-2010 | Le Mans SB (Pro A)          | 30      | 1      | 15,3    | 51,0 | -     | 48,0 | 2,7     | 0,5     | 0,4    | 0,7    | 0,7   | 2,2    | 3,9    | 5,4     |
| 2010-2011 | Le Mans SB (Pro A)          | 28      | 0      | 13,4    | 41,3 | -     | 70,3 | 2,8     | 0,1     | 0,4    | 0,5    | 1,0   | 1,8    | 4,1    | 4,3     |
| 2011      | SPO Rouen (Pro B)           | 13      | 0      | 21,3    | 52,4 | -     | 70,4 | 4,6     | 0,5     | 0,3    | 0,6    | 1,2   | 2,1    | 8,2    | 9,4     |
| 2011-2012 | JDA Dijon (Pro A)           | 18      | -      | 14,8    | 48,1 | -     | 71,4 | 2,4     | 0,3     | 0,6    | 0,6    | 0,7   | 1,8    | 3,4    | 4,9     |
| Carrière  | Carrière                    | 500     | -      | -       | -    | -     | -    | -       | -       | -      | -      | -     | -      | -      | -       |

### En Coupe d'Europe
| Saison    | Coupe         | Équipe        | Matches | Min./m. | %tir | %3pts | %l-f | rbds/m. | pass/m. | int/m. | ctr/m. | bp/m. | fte/m. | pts/m. |
| --------- | ------------- | ------------- | ------- | ------- | ---- | ----- | ---- | ------- | ------- | ------ | ------ | ----- | ------ | ------ |
| 1999-2000 | Coupe Korać   | CSP Limoges   | 14      | 12,9    | 37,0 | 0     | 60,7 | 3,1     | 0,1     | 0,4    | 0,5    | 0,6   | 2,4    | 3,6    |
| 2000-2001 | Coupe Saporta | Paris BR      | 9       | 23,0    | 60,6 | -     | 70,4 | 5,1     | 0,7     | 0,9    | 2,1    | 1,4   | 3,0    | 6,6    |
| 2001-2002 | Coupe Korać   | Paris BR      | 7       | 26,9    | 53,4 | 0     | 79,2 | 5,4     | 0,9     | 0,6    | 1,9    | 2,4   | 2,6    | 11,6   |
| 2004-2005 | Euroligue     | EB Pau-Orthez | 14      | -       | 56,8 | -     | 88,2 | 5,5     | 0,4     | 1,0    | 1,4    | -     | -      | 9,3    |
| 2005-2006 | Euroligue     | EB Pau-Orthez | 14      | -       | 45,5 | -     | 79,2 | 4,0     | 0,6     | 0,3    | 1,0    | -     | -      | 6,4    |
| 2006-2007 | Euroligue     | EB Pau-Orthez | 14      | -       | 36,7 | -     | 100  | 1,6     | 0,1     | 0,4    | 0,7    | -     | -      | 1,7    |
| 2007-2008 | Coupe ULEB    | EB Pau-Orthez | 14      | -       | 47,1 | 0     | 66,7 | 4,5     | 0,6     | 0,7    | 0,8    | -     | -      | 8,4    |
| 2009-2010 | EuroCoupe     | Le Mans SB    | 12      | -       | 51,2 | -     | 65,0 | 3,3     | 0,3     | 0,4    | 0,3    | -     | -      | 4,6    |
| 2010-2011 | EuroCoupe     | Le Mans SB    | 12      | -       | 45,9 | -     | 80,0 | 3,1     | 0,2     | 0,6    | 0,9    | -     | -      | 6,0    |
| Carrière  | Carrière      | Carrière      | 110     | -       | -    | -     | -    | -       | -       | -      | -      | -     | -      | -      |

### En équipe de France
| Compétition          | Équipe                      | Matches | Min./m. | %tir | %3pts | %l-f | rbds/m. | pass/m. | int/m. | ctr/m. | bp/m. | fte/m. | pts/m. |
| -------------------- | --------------------------- | ------- | ------- | ---- | ----- | ---- | ------- | ------- | ------ | ------ | ----- | ------ | ------ |
| Euro « Espoir » 1998 | Équipe de France « Espoir » | 8       | 20,8    | 53,3 | -     | 23,5 | 3,0     | 0,0     | 0,9    | 0,0    | 0,6   | 2,6    | 4,5    |
| EuroBasket 2003      | Équipe de France            | 4       | 5,8     | 33,3 | -     | 50,0 | 0,5     | 0,0     | 0,5    | 0,3    | 0,0   | 1,5    | 0,8    |